# Neolygus
Neolygus is een geslacht van wantsen uit de familie blindwantsen. Het geslacht werd voor het eerst wetenschappelijk beschreven door Harry H. Knight in 1917.

## Soorten
Het genus bevat de volgende soorten:

- Neolygus aceris (Kerzhner, 1988)
- Neolygus aesculi Knight, 1953
- Neolygus alni (Knight, 1917)
- Neolygus angustiverticis Lu and Zheng, 2004
- Neolygus atricallus (Kelton, 1971)
- Neolygus atrinotatus (Knight, 1917)
- Neolygus atritylus (Knight, 1917)
- Neolygus belfragii (Reuter, 1876)
- Neolygus betulae Knight, 1953
- Neolygus bimaculatus (Lu and Zheng, 1996)
- Neolygus bipuncticollis (Poppius, 1915)
- Neolygus bui Lu and Zheng, 2004
- Neolygus canadensis (Knight, 1917)
- Neolygus carpini Knight, 1939
- Neolygus carvalhoi Lu and Zheng, 2004
- Neolygus caryae (Knight, 1917)
- Neolygus chinensis (Lu and Yasunaga, 1994)
- Neolygus clavigenitalis (Knight, 1917)
- Neolygus communis (Knight, 1916)
- Neolygus contaminatus (Fallen, 1807)
- Neolygus coryli (Kulik, 1965)
- Neolygus crataegi Henry, 2007
- Neolygus disciger (Poppius, 1915)
- Neolygus elaegni (Yasunaga, 1999)
- Neolygus esakii (Yasunaga, 1991)
- Neolygus fagi (Knight, 1917)
- Neolygus fanjingensis Zheng, 2004
- Neolygus flaviceps (Yasunaga, 1991)
- Neolygus flavoviridis (Yasunaga, 1991)
- Neolygus fraxini (Kerzhner, 1988)
- Neolygus gansuensis (Lu and H. Wang, 1996)
- Neolygus geminus Knight, 1941
- Neolygus geneseensis (Knight, 1917)
- Neolygus hakusanensis (Yasunaga, 1991)
- Neolygus hani Lu and Zheng, 2004
- Neolygus hebeiensis Lu and Zheng, 2004
- Neolygus hirticulus (Van Duzee, 1916)
- Neolygus hoberlandti (Kulik, 1965)
- Neolygus honshuensis (Linnavuori, 1961)
- Neolygus ichitai (Yasunaga, 1991)
- Neolygus inconspicuus (Knight, 1917)
- Neolygus indicus (Poppius, 1914)
- Neolygus invitus (Say, 1832)
- Neolygus johnsoni (Knight, 1917)
- Neolygus juglandis (Kerzhner, 1988)
- Neolygus kawasawai Yasunaga and Schwartz, 2005
- Neolygus keltoni (Lu and Zheng, 1998)
- Neolygus knighti (Kelton, 1971)
- Neolygus kyushensis (Yasunaga, 1991)
- Neolygus lativerticis (Lu and Y. Wang, 1997)
- Neolygus laureae (Knight, 1917)
- Neolygus liui Lu and Zheng, 2004
- Neolygus lobatus (Linnavuori, 1963)
- Neolygus longiusculus (Kulik, 1965)
- Neolygus machanensis Yasunaga, Duwal, and Schwartz, 2012
- Neolygus majusculus (Yasunaga, 1999)
- Neolygus makiharai (Yasunaga, 1992)
- Neolygus matsumurae (Poppius, 1915)
- Neolygus meridionalis Lu and Zheng, 2004
- Neolygus miyamotoi (Yasunaga, 1991)
- Neolygus mjohjangsanicus (Josifov, 1992)
- Neolygus monticola Lu and Zheng, 2004
- Neolygus nakatanii (Yasunaga, 1999)
- Neolygus neglectus (Knight, 1917)
- Neolygus nemoralis (Kulik, 1965)
- Neolygus nigroscutellaris Lu and Zheng, 2004
- Neolygus nipponicus (Yasunaga, 1991)
- Neolygus nyssae (Knight, 1918)
- Neolygus obesus (Yasunaga, 1991)
- Neolygus omnivagus (Knight, 1917)
- Neolygus ostryae (Knight, 1917)
- Neolygus parrotti (Knight, 1919)
- Neolygus parshleyi (Knight, 1917)
- Neolygus partitus (Walker, 1873)
- Neolygus philyrinus (Kerzhner, 1988)
- Neolygus piceicola (Kelton, 1971)
- Neolygus pictus Lu and Zheng, 2004
- Neolygus populi (Leston, 1957)
- Neolygus pteleinus (Kerzhner, 1977)
- Neolygus quercalbae (Knight, 1917)
- Neolygus renae Lu and Zheng, 2004
- Neolygus roseus (Yasunaga, 1991)
- Neolygus rufilorum (Lu and Zheng, 1998)
- Neolygus rufostriatus Lu and Zheng, 2004
- Neolygus ryoma Yasunaga and Schwartz, 2005
- Neolygus salicicola (Lu and Zheng, 1998)
- Neolygus semivittatus (Knight, 1917)
- Neolygus shennongensis Lu and Zheng, 2004
- Neolygus similis (Yasunaga, 1992)
- Neolygus simillimus (Lu and Zheng, 1998)
- Neolygus sondaicus (Poppius, 1914)
- Neolygus subrufilori Lu and Zheng, 2004
- Neolygus sylvaticus (Josifov, 1992)
- Neolygus tiliae (Knight, 1917)
- Neolygus tilianus (Lu and Zheng, 1996)
- Neolygus tiliicola (Kulik, 1965)
- Neolygus tinctus Knight, 1941
- Neolygus tokaraensis (Yasunaga, 1991)
- Neolygus tomokunii (Yasunaga, 1991)
- Neolygus tsugaruensis (Yasunaga, 1992)
- Neolygus univittatus (Knight, 1917)
- Neolygus viburni (Knight, 1917)
- Neolygus viridis (Fallen, 1807)
- Neolygus vitticollis (Reuter, 1876)
- Neolygus vityazi (Kerzhner, 1988)
- Neolygus walleyi (Kelton, 1971)
- Neolygus wuyiensis (Lu and Zheng, 1998)
- Neolygus xizangensis (Lu and Zheng, 1998)
- Neolygus yamatoensis (Yasunaga, 1999)
- Neolygus yulongensis (Lu and Zheng, 1998)
- Neolygus zhengi (Lu and Yasunaga, 1994)
- Neolygus zhugei (Yasunaga, 1991)